# 萨尔特赛道
萨尔特赛道（法語：Circuit de la Sarthe），又名24小时赛道（法語：Circuit des 24 Heures），通常也称为勒芒赛道，位于法国萨尔特省勒芒，是著名的勒芒24小时耐力赛举办地。赛道全长13.629千米，是世界上最长的赛道之一。

## 赛道布局
萨尔特赛道是一条半永久赛道：只有包含发车直道在内的一小部分属于永久赛道（称为布加迪赛道），其余部分均由公共道路组成，仅在比赛及官方测试时段作为赛道使用。赛道以直道为主，赛车在比赛中85%的时间为全油门行驶。其中最长的穆桑直道（Mulsanne Straight）长达6公里，在1988年曾有赛车比赛中在直道达到时速405公里的歷史紀錄。出于安全考虑，1990年穆桑直道添加了两个减速弯以降低车速。目前勒芒原型车在直道上的极速可达345.6 km/h，单圈平均速度可达245 km/h。

## 布加迪赛道

布加迪赛道

布加迪赛道是位于萨尔特赛道内侧的永久赛道，与后者共享发车直道等路段，其余部分为专门建造。赛道因纪念布加迪汽车公司创始人埃托雷·布加迪而得名。赛道目前举办世界摩托车锦标赛法国大奖赛、勒芒24小时摩托车耐力赛等赛事，并曾在1967年举办F1法国大奖赛。